# Merz
Merz é uma palavra criada  pelo  alemão Kurt Schwitters – o inventor da instalação artística – para designar cada um dos seus processos criativos e o seu próprio estilo. Sendo artista plástico e poeta, além de produzir obras de outros gêneros, como a fotografia, Schwitters não se condicionava às regras de nenhum "-ismo", embora se identificasse com vários movimentos de vanguarda do início do século XX. A palavra Merz não tem significado. O nome surgiu de um fragmento de um impresso de um banco – o Kommerzbank; em português, 'Banco do Comércio'. Esse  fragmento de papel fora utilizado por Schwitters em um dos seus trabalhos de colagem. Assim, o artista decidiu usar esse pedaço de palavra para designar o conjunto das suas colagens e pinturas. Posteriormente, estendeu a denominação à sua poesia e, depois, a toda a sua atividade..
Sendo os seus quadros e a sua poesia Merz feitos com aquilo que seriam os restos ignorados pela sociedade após o consumo  pela sociedade industrial e comercial, fazia sentido utlizar um fragmento de uma palavra para denominar a sua arte. Schwitters produzia suas pinturas e colagens com materiais encontrados no lixo – jornais, impressos, revistas em quadrinhos, etc. Seus poemas também eram construídos com "restos" de linguagem verbal – ditos populares, frases feitas, slogans, etc, sem que houvesse, no entanto, a esperada conexão lógica entre eles, a não ser em termos de gestalt. Da mesma forma, sons com sentido meramente primordial – fonemas reproduzindo balbucios, cicios, trilos que foram gravados –, pré-lógico apenas, embora carregados de um sentido cultural,  usados na linguagem falada quotidiana (oralidade), embora praticamente ignorados pela linguagem na forma escrita.
Como toda a sua obra posterior foi batizada como Merz, o artista produziu, entre 1922 a 1932, uma revista que também tinha este nome, além de criar uma agência de publicidade e design chamada 'Merz Werbe, nos anos 1920.
Para as primeiras instalações artísticas, seus trabalhos de ocupação espacial, Schwitters usou o fragmento Merz na composição do nome. A primeira, feita em Hannover, em 1923, ocupou toda a sua residência e chamou-se Merzbau(Obra Merz). Roupas, cabelos e garrafas com urina eram presos às paredes com arames.
Pra Schwitters, Merz representava um "movimento de um homem só". De certa forma, é assim que ele é visto hoje.